# Ipomoea vagans
Ipomoea vagans là một loài thực vật có hoa trong họ Bìm bìm. Loài này được Baker mô tả khoa học đầu tiên năm 1894.